# Леман, Эрих
Леберехт Юлиус Эрих Эрнст Леман (нем. Leberecht Julius Erich Ernst Lehmann; 12 сентября 1890, Треппендорф — 9 июля 1917, Берлин) — восточногерманский легкоатлет, выступавший в беге на средние дистанции. Участник летних Олимпийских игр 1912 года.

## Биография
Эрих Леман родился 12 сентября 1890 года в немецкой деревне Треппендорф (сейчас район города Рудольштадт).
Выступал в легкоатлетических соревнованиях за берлинский «Шарлоттенбургер».
В 1912 году вошёл в состав сборной Германии на летних Олимпийских играх в Стокгольме. В беге на 400 метров занял 4-е место в четвертьфинале. В беге на 800 метров занял 3-е место в четвертьфинале. В эстафете 4х400 метров сборная Германии, за которую также выступали Ханс Браун, Макс Херрман и Хайнрих Бурковиц, заняла последнее, 2-е место в полуфинале, показав результат 3 минуты 28,2 секунды и уступив попавшей в финал с 1-го места сборной США 4,9 секунды.
В 1913 году установил мировой рекорд в беге на 1000 метров в помещении, в 1914 году — в беге на 500 метров.
Участвовал в Первой мировой войне.
Погиб 9 июля 1917 года предположительно в окрестностях Берлина в бою. Похоронен на воинском кладбище в берлинском районе Нойкёльн.

## Личные рекорды
- Бег на 400 метров — 50,6 (1911)[1]
- Бег на 800 метров — 2.00,0 (1912)[1]